# Маргарет Хамилтън
Маргарет Хийфийлд Хамилтън (на английски: Margaret Heafield Hamilton, родена на 17 август 1936 г.) е американски информатик, системен инженер и предприемач. Хамилтън е ръководила Отдела по софтуерно инженерство на Лабораторията по инструментация на MIT, с когото разработва бордния софтуер за програмата Аполо. За разработката на този софтуер, Хамилтън и екипа ѝ предвиждат проблеми, които биха осуетили прилуняването на мисията Аполо 11. През 1986 г., Хамилтън основава компанията Хамилтън Текнолъджис, в Кеймбридж, Масачузетс. Компанията предлага решения, базирани на въведената от Хамилтън парадигма на системното инженерство Development Before the Fact (DBTF).
В научната си кариера, Хамилтън публикува над 130 статии, доклади от конференции и други доклади от над 60 проекта и 6 програми, в които участва.

## Ранни години
Маргарет Хийфийлд е дъщеря на Кенет Хийфилд и Рут Естер Хийфийлд (по баща Парингтън). Завършва гимназията „Хенкок“ през 1954 г., след което учи математика в Мичиганския университет и колежа „Ърлхем“, откъдето се дипломира като бакалавър по математика през 1958 г. След завършването си, за кратко преподава математика и френски в гимназия, докато изчаква съпруга си да завърши своята бакалавърска степен. Мести се в Бостън, Масачузетс, където има намерението следва доктурантура по абстрактна математика в Университета Брендис. През 1960 г. започва работа на временна заместваща позиция в MIT, където работи върху софтуер за числени симулации в метеорологията, програмирани за компютрите LGP-30 и PDP-1 (част Project MAC на Марвин Мински), в катедрата по метеорология на MIT, ръководен от Едуард Лоренц.  По това време, софтуерното инженерство и компютърните науки не са самостоятелна дисциплина. Програмистите са учили програмирането с практика.
От 1961 г. до 1963 г., Хамилтън работи по проекта SAGE в Lincoln Labs, където пише софтуер за първия компютър AN/FSQ-7 (XD-1), чиято задача е да идентифицира вражески изтребители; тя също пише софтуер за Air Force Cambridge Research Laboratories.

## НАСА
През 1963 г., Хамилтън започва работа в лабораторията Чарлз Старк Дрейпър в MIT, която по това време работи по програмата Аполо. Тя става неин директор и главен програмист през 1965 г.
В НАСА, Хамилтън допринася за разработването на бордния софтуер на програмата Аполо, който е необходим за прилуняването на апаратите, и е използван по-късно и в други космически мисии (като Скайлаб). Работата ѝ е съсредоточена върху придобиването и съхраняването на практически опит в програмирането, в епоха, в която софтуерното инженерство и компютърните науки не са самостоятелна дисциплина. 
Хамилтън разработва множество концепции в асинхронните изчисления, приоритизацията на задачите, теории на вземането на решения от типа Human-in-the-loop, които са в основата на съвременното софтуерно инженерство на ултранадеждни решения. 

### Аполо 11
Приносите на Хамилтън осуетяват провал на прилуняването на мисията Аполо 11: Три минути преди лунният модул да достигне повърхността на Луната, бордният компютър е залят с данни от радарната система (които не са необходими за прилуняването), които се записват на място в паметта на компютъра и хабят значителна част от изчислителната мощ. Компютърът продължава да работи, благодарение на стабилната си архитектура. Програмите се изпълняват в многозадачен асинхронен режим, и задачите с висок приоритет (необходими за прилуняването) могат да прекъснат задачите с нисък приоритет. Радарът е бил активиран от екипажа след грешна инструкция. 

## Предприемачество
От 1976 г. до 1984 г., Хамилтън е CEO на компанията Higher Order Software (HOS) която създава продукта USE.IT на базата на оригинална методология.
През 1986 г., тя основава и става CEO на Hamilton Technologies, Inc. в Кеймбридж, Масачузетс, която предлага решения в областта на системния софтуер, базирани на парадигмата Development Before The Fact (DBTF) в системното инженерство.

## Следа
На Хамилтън дължим термина „софтуерно инженерство“. В тази област, тя развива концепцията за асинхронен софтуер, приоритизация на задачите, end-to-end тестването, и теории за вземане на решения от типа human-in-the-loop, които са в основата на софтуерните архитектури от свръхнадежден тип.

### Награди
- 1986 г., Награда „Аугуста Ада Лъвлейс“ за жени в компютърните науки.[6]

- 2003 г., NASA Exceptional Space Act Award за научни и технически приноси. Наградата включва премия от 37 200 щатски долара, най-високата парична премия, давана на човек в историята на НАСА. [16][17]

- 2009 г., Outstanding Alumni Award, Ърлхем Колидж.[6]

## Личен живот
В Ърлхем Колидж, тя среща Джеймс Кокс Хамилтън, с когото сключва брак към края на 1950-те. Имат дъщеря Лорийн. По-късно се развеждат.

## Публикации
- M. Hamilton (1994), Inside Development Before the Fact, cover story, Special Editorial Supplement, 8ES-24ES. Electronic Design, Apr. 1994.
- M. Hamilton (1994), 001: A Full Life Cycle Systems Engineering and Software Development Environment, cover story, Special Editorial Supplement, 22ES-30ES. Electronic Design, Jun. 1994.
- M. Hamilton, Hackler, W. R. (2004), Deeply Integrated Guidance Navigation Unit (DI-GNU) Common Software Architecture Principles (revised dec-29-04), DAAAE30-02-D-1020 and DAAB07-98-D-H502/0180, Picatinny Arsenal, NJ, 2003 – 2004.
- M. Hamilton and W. R. Hackler (2007), "Universal Systems Language for Preventative Systems Engineering", Proc. 5th Ann. Conf. Systems Eng. Res. (CSER), Stevens Institute of Technology, Mar. 2007, paper #36.
- M. Hamilton and W. R. Hackler (2007), "A Formal Universal Systems Semantics for SysML", 17th Annual International Symposium, INCOSE 2007, San Diego, CA, Jun. 2007.
- M. Hamilton and W. R. Hackler (2008), "Universal Systems Language: Lessons Learned from Apollo", IEEE Computer, Dec. 2008.